# Nádudvari csata

## Történelmi környezet
Túlzás nélkül állíthatjuk, hogy a XVI. század Nádudvar történetének egyik legviszontagságosabb százada volt. A felemás hovatartozás sok-sok keserűséget, bajt, katasztrófát okozott. Egyszer behódolt, adózott a töröknek, másszor szembeszállt, harcolt ellene, vagy éppenséggel menekült előle. Kirabolták a német zsoldosok. Megnyomorították uralkodójának adószedői, országának nemesei, papjai. Népessége megfogyatkozott, javai, értékei elpusztultak újra és újra. Ennek korszaknak egyik legjelentősebb eseménye a Nádudvari csata.

## A csata előzményei
1580. február 14-én egy portya során Karl Rueber  tokaji,  valamint  a  kassai,  ecsedvári  és  kállói  kapitányok  Nádudvar  városán  rajtaütöttek. Ezt levélben panaszolja el a budai pasa Hans Ruebernek:
„Továbbá a kassai Ernut kapitány és Rüber atyjafia az tokaji kapitány, az ecsed vári, és kállai kapitány, 12 eresztött zászlóval, 200, kocsi gyalogokkal, ezön  februariusnak  14.  napján,  az  Hortoba  vizén  túl  Nád  udvar  várasára  ütöttek, környül vötték és a rév helöket mind meg száguldották, látták hogy az vizek, és az költöző helyök  nem szolgáltattanak nekik, Döbröczön felé igazodtanak és onnét möntenek el. Efféle gyüleközésöknek, ingörködésöknek, várak alá száguldásoknak, les hányásoknak, barmok, ménösök, juhok elragadásoknak,  faluk  dúlásinak,  rablásoknak;  út  állásoknak,  jámbor  úton járókra  támadásoknak  kiket  koncolnak,  kiket  fogva  visznek, az  frigyben mindön  ellenköző  dolgoknak,  semmi  szünetjük  nincsen,  mi  nagy  nyilván  előtökben adjuk, de látjuk, hogy semmit véle nem gondoltok, és semmitül meg nem tiltjátok.”
A következő már nagyobb veszteségeket okozott a töröknek, ez az 1580. áprilisi hatvani vásárütés. Kara Üvejsz, budai pasa április 19-ei levelében ismét panaszkodik, de már Habsburg Ernő osztrák főhercegnek (1553–1595):
„Mint ím mostan is Szent György havának 21. napján az ifjú Báthori István, Rüber atyjafiával, szakmári kapitánnyal, egri kapitánnyal, Homonnai Istvánnal,  és  az  környül  való  végbeli  kapitányokkal  egy  mást  értvén;  sok némötöt és magyart egyben gyűjtvén, ez meg nevezött némöt urak és magyar urak, kapitányok, némöt magyart, lovagot, gyalogot öt ezörnél többet, fegyverökkel melléjök vévén, értötték hogy az hatvani bég Budára jött, ilyen ártalmas dolgot míveltenek hogy az hatalmas császár vára alá Hatvanra rohantanak,  az  várasát,  majorját  égették,  dúlták,  sok  embört  megöltenek;  sokat  sok  marhákkal  kinccsel  el  vittenek,  az  császár  adója  szedő  embört is  mindön  marhájával  és  sok  kinccsel  el  vittek  röggeltül  fogván  tíz  óráig ellenköztenek,  sok  kárt  és  röttenetösségöt  míveltenek,  hisszük  hogy  hírötökkel vagyon, de azt nem hihetjük, hogy római császár akaratjából mívelték; hanem ha fld, vagy Rüber akaratjából ha mívelték volna, ha úgy nem volna, ennyi fő némöt, magyar urak kapitányok, ennyi haddal fegyverrel fölkészülvén  illyen  ártalmas  dolgot  nem  míveltek  volna,  möly  dolog  semmi  hithöz nem illik.”
Erre válaszul a magyar renegát, Sehszüvár (Sásvár) szolnoki bég június 20-án rajtaütött az Eger alatti Makláron. A kis mezővárost feldúlta és a lakókat elhajtotta vagy levágta („Gyermekeket mint juhokat fogdosák”).
A „zsivány Sásvár bég” vérszemet kapva további bosszúhadjáratot szervezett a nyáron  a  Tokaj–Kálló  térség  települései  ellen,  ami  a Nádudvari  csatában végződött, ahonnan végül maga a szolnoki bég is csak nagy nehezen tudott elmenekülni.

## A csata
A portyára 1580 július közepén került sor és annak célpontja az Egerhez közeli, de már hódoltsági területen fekvő Maklár falu volt, ahol elfogták és levágták a református papot és a tanítót is. Rakamaznál azonban a német lovas lövészek visszaverték Sásvár hadát, akik a környéken rabolt 600 magyarral és mintegy 3000 jószággal Nánás, Böszörmény, Nádudvar, Karcag, Balaszentmiklós útvonalon kívántak visszatérni Szolnokra. A környék végvárait a török támadás összefogásra késztette és ellentámadást indítottak. A Salánki György által írott históriás énekben (Historia cladis Turcicae ad Naduduar), amely a csatán kívül Sásvár életét is elmeséli, a mezőtúri prédikátor urát, Geszthy Ferenc diósgyőri kapitányt tette meg az egész vállalkozás vezetőjének, de Ács Pál szerint ő legfeljebb az egyik vezetője lehetett az egri, diósgyőri és kállói vitézek által összegyűlt seregnek. Nagyjából 1000-1200 magyar vitéz szállt szembe Sehszüvár 3000 főnyi hadával. Balázsdeák István egri vicekapitány mintegy 400 főnyi különítménnyel előrement és Nádudvar környékén a nádasban elrejtőztek. A derékhad után Basó Farkas 50 huszárja képezte az utóvédet. A jobb szárnyon 100 német puskás, a balszárnyon magyar puskások és darabontok foglaltak helyet. A krónika szerint előbb a Balmazújvárosnál táborozó utóvédet lepték meg és visszaszerezték tőlük a marhákat, több törököt levágtak és 22-t foglyul ejtettek. A Sárréti Krónika 19-ére, egy prágai tudósító ének 16-17-ére teszi a fő összecsapás időpontját, amelyre Nádudvar határában került sor. A Balmazújvárostól megindult sereg hamar utolérte Sehszüvár hadát, amelyet szemből Balázsdeák elrejtett egysége is megtámadott. A két tűz közé került törökök kétségbeesetten védekeztek, gyilkos harc alakult ki. Istvánffy Miklós szerint a csatát a német puskások tüze döntötte el. 300 török halott maradt a földön, 400 pedig rabbá esett. A magyar rabok kiszabadultak. A foglyok között volt Ali, Mehmed szultán sáfárja, akiért 11.000 aranyat követelt Geszthy. A bégekért, vajdákért is tekintélyes summa ütötte a végváriak markát. 10 török zászló és a teljes hadi felszerelés is a győztesek kezére került. Sásvár és öccse lovon lopva menekült, és a makkodi bíró segítségével jutottak el Püspökladányba. Szétszéledt katonáinak egy része a mocsarakba veszett, de sokakat a felbőszült helyi lakosság vert agyon. Szepesi 900 ilyen módon elveszejtett törökről mesél. Az elesett magyar vitézeket a nádudvari templom falánál temették el a helybéliek.

## A csata leírásai
- Historia cladis Turcicae ad Nadudvar, 1580 - A török Nádudvarnál elszenvedett vereség története, 1580. A mű egy Tinódi modorában készült tudósító ének híradása, amely Salánki György 17. századi református lelkész műve. Historia cladis Turcicae ad Nadudvar
- Bor és répa: Lorenz Eiseler éneke Karl Rueber tokaji kapitány törökök felett aratott győzelméről
- Caspar Bschlagngaul: Ein news Liedt von dem Scharmützel und Niderlag (1580)
- Szamosközy István: Történeti maradványok
- Istvánffy Miklós, Historiarum de rebus Ungaricis (1622)
- Ács Pál: SÁSVÁR BÉG HISTÓRIÁJA-Histora cladis Turcicae ad Naduduar, 1580 https://www.academia.edu/4400302/S%C3%A1sv%C3%A1r_b%C3%A9g_hist%C3%B3ri%C3%A1ja_Historia_cladis_Turcicae_ad_Nadudvar_1580
- Sárréti Krónika − a nádudvari csata http://www.sarretikronika.hu/index.php?act=news&action=more&id=4&kat=6